# (6336) Dodo
(6336) Dodo (1992 UU) – planetoida z grupy pasa głównego asteroid okrążająca Słońce w ciągu 3,89 lat w średniej odległości 2,47 j.a. Odkryta 21 października 1992 roku.